# Восточный (Усть-Калманский район)
Восто́чный — посёлок в Усть-Калманском районе Алтайского края России. Входит в состав Приозёрного сельсовета.

## География
Посёлок находится на реке Нижняя Калманка.
Расстояние до
- районного центра Усть-Калманка 16 км.
- областного центра Барнаул 146 км.

Уличная сеть
В посёлке 2 улицы — Центральная и Школьная.
Ближайшие села
Приозёрный 12 км, Новокалманка 14 км, Огни 15 км, Новый Чарыш 16 км, Чарышское 18 км, Красноярка 19 км, Елбанка 20 км, Усть-Камышенка 21 км, Ельцовка 24 км, Пономарёво 24 км, Степной 24 км, Дружба 25 км.
Климат
Климат в районе села резко континентальный, входит в умеренно теплую климатическую зону. В январе средняя температура воздуха минус 17,7 °C, в июле плюс 19,8 °C. Период без морозов составляет 120—130 дней в году. Годовое количество солнечных дней 250—260. За год выпадает от 450 мм до 500 мм осадков, преимущественно в летнее время. Господствующие ветры имеют юго-западное направление.

## История
В середине 1950-х годов прошлого столетия, в период освоения целины, повсеместно создавались новые сельскохозяйственные участки, МТС, появлялись новые полевые станы и посёлки. Основание посёлка Восточного относится к этому периоду в истории Усть-Калманского района

## Население
| 1997 | 1998 | 1999 | 2000 | 2001 | 2002 | 2003 |
| ---- | ---- | ---- | ---- | ---- | ---- | ---- |
| 350  | ↘338 | ↘319 | ↗320 | ↘310 | ↘309 | ↘301 |
| 2004 | 2005 | 2006 | 2007 | 2008 | 2009 | 2010 |
| ↘283 | ↘269 | ↘253 | ↘216 | ↗221 | ↘210 | ↘192 |
| 2011 | 2012 | 2013 |      |      |      |      |
| ↘190 | ↘180 | ↘176 |      |      |      |      |

## Инфраструктура
В посёлке работают крестьянские хозяйства, есть МКОУ «Восточная ООШ», ФАП и магазины. Почтовое отделение, обслуживающее посёлок Восточный, находится в административном центре Приозёрный.

## Транспорт
По району проходит автодорога Алейск Чарышское, а также сеть региональных автодорог. Автостанция в Усть-Калманке предоставляет услуги по перевозке пассажиров на 12 междугородных и пригородных маршрутах.
Ближайшая железнодорожная станция находится в городе Алейске, в 60 км от райцентра Усть-Калманка.